# Patriarchalbasilika

Wappen eines katholischen Patriarchen – Galero mit 30 Quasten.

Patriarchalbasilika (lateinisch patriarchalis basilica) heißen Basiliken lateinischer Bischöfe mit Patriarchentitel. Seit 2006 gibt es noch drei Basiliken, die das Attribut Patriarchal- im Namen führen.

## Geschichte
Im 4. Jahrhundert wurden, neben dem Sitz des Papstes als Bischof von Rom, für die Patriarchen des Frühchristentums einzelne Kirchen Roms als patriarchales basilicae reserviert, falls diese in Rom weilten (der Ausdruck basilica, zu altgriechisch oikos basileos „königliches Gebäude“, wurde zu dieser Zeit synonym zu ecclesia „Kirche“ oder „Kirchengebäude“ verwendet). Dabei handelte es sich anfangs um die drei wichtigsten Zentren der Urkirche: Rom, Antiochien und Alexandrien. Die herausragende Stellung dieser Bischofssitze war auf dem Ersten Konzil von Nicaea 325 festgelegt worden. Bis 451 kamen die Patriarchate Konstantinopel und Jerusalem hinzu (451 wurde Konstantinopel / Ostrom eigenständig und Jerusalem aus Antiochien herausgelöst).
Diese Kirchen, die römische Patriarchalbasiliken genannt wurden, waren:
- Sancti Ioannis in Laterano (Lateranbasilika)[6] für das Patriarchat des Abendlandes (Rom; des Papstes), die archibasilica (‚Erzbasilika‘)
- Sancti Petri in Vaticano (Basilika auf dem Vatikan) für das Patriarchat Konstantinopel
- Sancti Pauli extra Muros (Paulusbasilika vor den Mauern) für das Patriarchat Alexandrien
- Sanctæ Mariæ Maior (Marienbasilika) für das Patriarchat Antiochien
- Sancti Laurenti extra Muros (Laurentiusbasilika vor den Mauern) für das Patriarchat Jerusalem

Wie auch bei anderen Zuweisungen einer Kirche zu einem hohen Amt hatte der Patriarch nach dem Scheitern der Kreuzzüge einen ständigen Sitz in Rom, an dem nur mit seiner Zustimmung Gottesdienst gehalten (und auch gepredigt) werden durfte, und mit seinem Vertreter (Pfarrvikar) einen von nur von ihm bestimmten ständigen Abgesandten in der Nähe des Heiligen Stuhls. Schon Simplicius bestimmte um 480, dass auch Priester der Region unter der Woche dort Gottesdienst hielten, diese Funktion wurde später, als sie ihren ursprünglichen Zweck verloren hatten, an die Kardinalpriester übertragen.
Weitere Patriarchensitze fanden sich, bedingt durch den Dreikapitelstreit, ab 567 in Aquileia und ab 575, als Gegenpatriarchat, in Grado. Die dortigen Patriarchensitze Sanctæ Mariæ Assumptæ in Aquileia und Sanctæ Eufemiæ in Grado erhielten den Titel einer Patriarchalbasilika, der auch nach dem 150-jährigen Schisma von Aquileia (Beendigung durch die Synode von Aquileia 700) beibehalten wurde.
Im Großen Schisma von 1054 erklärte das Patriarchat von Rom seine Selbstständigkeit und bildete fortan die römisch-katholische Kirche, während die übrigen Patriarchate die heutige Ostkirche bildeten. Die Patriarchate von Jerusalem, Antiochien, Konstantinopel und Alexandrien waren infolgedessen diversen Spaltungen und Gegenpatriarchaten unterworfen: Ab dem Ende des 11. Jahrhunderts wurden im Rahmen der Kreuzzüge an den jeweiligen Patriarchalsitzen die Lateinischen Patriarchen des Ostens eingesetzt (1098 Antiochien, 1099 Jerusalem, 1204 Konstantinopel, 1215/1219 Alexandrien nur titular). Die Titel der Kirchen wurden hierbei beibehalten, auch, um die nominellen Ansprüche der römisch-katholischen Kirche an die Einheit der Kirche zu demonstrieren. Durch das Zweite Konzil von Lyon im Jahr 1274 konnte sogar eine – wenngleich nur sehr kurzfristige – Einigung zwischen West- und Ostkirche erzielt werden.
Bis 1302 gingen diese Gebiete wieder verloren, und die alten römischen Patriarchalbasiliken wurden als Titelkirchen (für die untergegangenen Bistümer) beibehalten, um den Herrschaftsanspruch der Westkirche über die Ostkirche zu unterstreichen. Der Papst behielt für das Patriarchat des Abendlandes die Lateranbasilika, in deren unmittelbarer Nähe sich auch sein Wohnsitz, der Lateranpalast, befand.
1445 wurde das Patriarchat von Grado nach Venedig, dem Hauptsitz der aufstrebenden Republik Venedig, verlegt, und 1457 aufgelöst, und der Titel der Kirche für das Patriarchat von Venedig (Titulatur formal unter Benedikt XIV. 1751) auf San Marco in Venetia übertragen. Aquilea, Grado und Venedig waren aber nie wirklich juridisch souveräne Patriarchate innerhalb der Westkirche. Später entstanden noch einige weitere kurzzeitige Patriarchatstitel, so Lyon, Bourges, Canterbury, Toledo oder Pisa.
Im Laufe der Jahrhunderte wurden noch weitere Patriarchate installiert, um den neu kolonialisierten und missionierten Gebieten und neu geschaffenen weltlichen Würden und Territorien zu genügen, und auch die mittelalterlichen Patriarchate teils von der Ostkirche wieder mit Rom uniert, teils im Bereich der lateinischen Kirchen angesiedelt. Allen diesen Patriarchaten wurde aber nie im alten Sinne eine Kirche in Rom zugeteilt.
Im Jahr 1756 wurde jedoch der Basilika San Francesco in Assisi für die Franziskanischen Orden und 1909 Santa Maria degli Angeli in Assisi für die Minderen Brüder der Franziskaner der Titel der Basilica (maior) verliehen, womit sie Basiliken des Patriarchats des Westens wurden. 1889 wurde das (Lateinische) Patriarchat von Jerusalem wiedererrichtet und von San Lorenzo fuori le mura auf Ss. Sepulchri, die Grabeskirche zu Jerusalem, übertragen (Sitz ist aber deren Konkathedrale Sanctissimi Nominis Jesu, da die Grabeskirche ökumenisch geführt wird).
1964, nach den 2. Vatikanum, verzichtete die katholische Kirche auf ihre Ansprüche auf die drei Patriarchensitze Antiochien, Alexandrien und Konstantinopel im Dienste der Wiederaussöhnung mit der Ostkirche. Der Titel für die jeweiligen Kirchen wurden jedoch beibehalten und die bisher den Titularpatriarchen vorbehaltenen Privilegien dem Papst direkt übertragen, womit – für Rom und Assisi – seitdem Patriarchalbasilika und Papstbasilika dieselben sieben Kirchen meinte, nämlich die sechs Basilicae maiores (vier in Rom und die beiden Kirchen in Assisi) sowie San Lorenzo vor den Mauern.
2006 legte Papst Benedikt XVI. auch den Titel des Patriarchen des Abendlandes nieder, und die Kirchen wurden von Patriarchalbasilika in Papstbasilika umtituliert.
Damit gibt es heute drei patriarchale Basiliken:
- Ss. Sepulchri in Jerusalem (Patriarchat mit eigener Jurisdiktion)
- Santa Maria Assunta in Aquileia (als Titularerzbistum geführt)
- San Marco in Venedig (titulares Patriarchat)

Die beiden anderen heutigen Patriarchensitze der lateinischen Kirchen, Santa Maria Maior in Lisboa für das Patriarchat Lissabon seit 1716 und Santa Catarina in Goa für das Patriarchat von Ostindien seit 1886 (Goanesisches Schisma), sind keine Basilicae im Rang und nennen sich Patriarchatskathedrale.

## Liste der Patriarchalbasiliken
Erste Spalte sortierbar nach Auflassungsdatum
|   | Kirche                                                                       | Stadt     | Staat / Region                                   | Patriarchat (heutiges Bistum)                  | Erhebung (– Auflassung; + Baudaten)                                                                                                   | Titel (Besonderheiten) | Grundriss     | Bild |
| - | ---------------------------------------------------------------------------- | --------- | ------------------------------------------------ | ---------------------------------------------- | --- | --- | ------------- | ---- |
| × | [Ss. Salvatore e] Santi Giovanni [Battista ed Evangelista] (Lateranbasilika) | Rom       | Italien, Latium                                  | Westen (Rom)                                   | 4. Jh.–2006 (Weihe 4. Jh.) | Erzbasilika, Haupt- und Mutterkirche aller Kirchen der Stadt und des Weltkreises, Basilica maior, Päpstliche Basilika, Kathedrale des Bistums Rom (UNESCO-Welterbe)                                                                             |               |      |
| × | San Paolo fuori le mura                                                      | Rom       | Italien, Latium                                  | Alexandrien (Rom)                              | 4. Jh.–1054, 1215/9–1964 Lat. Patr. titular, 1964–2006 titular (Weihe um 324, bis 20. Jh.)                                            | Basilica maior, Päpstliche Basilika (UNESCO-Welterbe) |               |      |
| × | Santa Maria Maggiore                                                         | Rom       | Italien, Latium                                  | Antiochien (Rom)                               | 4. Jh.-1054, 1098–1268 Lat. Patr. im Fst. Antioch., 1268–1964 Lat. Patr. titular, 1964–2006 titular (Weihe 5. Jahrhundert)            | Basilica maior, Päpstliche Basilika (UNESCO-Welterbe) |               |      |
| × | San Pietro (Vatikanbasilika, Petersdom)                                      | Rom       | Vatikan                                          | Konstantinopel (Rom)                           | 451–1054, 1054–1964 Lat. Patr. titular, 1964–2006 titular (Weihe um 324, heutige Kirche 1506–1626)                                    | Basilica maior, Päpstliche Basilika (UNESCO-Welterbe, eine der größten Kirchen der Welt) | Alt St. Peter |      |
| × | San Lorenzo fuori le Mura                                                    | Rom       | Italien, Latium                                  | Jerusalem (Rom)                                | 451–1054, 1099–1291 Lat. Patr. im Kgr. Jerus. (ab 1187 in Akko), 1291–1889 Patr. titular (bis 1374 in Zypern) (Kirche gegr. 3/4. Jh.) | Päpstliche Basilika, Basilica minor, genannt Die Altehrwürdige Basilika |               |      |
|   | Santa Maria Assunta in Cielo [eSanti Ermagora e Fortunato]                   | Aquileia  | Italien, Friaul – Julisch Venetien               | Aquileia (Gorizia)                             | 567 (5. Jh., heute Taufkapelle, Kirche 1021–31)                                                                                       | Patriarchalbasilika, Basilica minor, ehemalige Kathedrale (UNESCO-Welterbe) |               |      |
| × | Sant’Eufemia                                                                 | Grado     | Italien, Friaul – Julisch Venetien               | Grado (Gorizia)                                | 575–1445 (4./5. Jh.) | Basilica minor, ehemalige Kathedrale |               |      |
|   | San Marco (Markusdom)                                                        | Venedig   | Italien, Venetien                                | Venedig (Venedig)                              | 1457 (1063–1617) | Patriarchalbasilika, Basilica minor, Kathedrale des Patriarchats Venedig (UNESCO-Welterbe) |               |      |
| × | San Francesco                                                                | Assisi    | Italien, Umbrien                                 | Westen (Assisi – Nocera Umbra − Gualdo Tadino) | 1756–2006 (Weihe 1253) | Basilica maior, Päpstliche Basilika (UNESCO-Welterbe) |               |      |
|   | Ss. Sepulchri (Grabeskirche)                                                 | Jerusalem | von Israel verwaltet, völkerrechtlich umstritten | Jerusalem (immediat)                           | 1889 (Urbau Weihe 335, Wiederaufbau vor 1055)                                                                                         | Patriarchalbasilika, Basilica minor, Patriarchalkathedrale des griech.-orth. Patriarchats von Jerusalem, des melkit.-gr. Patriarchats von Antiochien und dem ganzen Orient und des armen. Patriarchats von Jerusalem u. a. (Ökumenische Kirche) |               |      |
| × | Santa Maria degli Angeli                                                     | Assisi    | Italien, Umbrien                                 | Westen (Assisi – Nocera Umbra − Gualdo Tadino) | 1909–2006 (1569–1679) | Basilica maior, Päpstliche Basilika (UNESCO-Welterbe) |               |      |